# Occidryas maria
Occidryas maria är en fjärilsart som beskrevs av Henry Skinner 1899. Occidryas maria ingår i släktet Occidryas och familjen praktfjärilar. Inga underarter finns listade i Catalogue of Life.